# Saint-Dié-des-Vosges

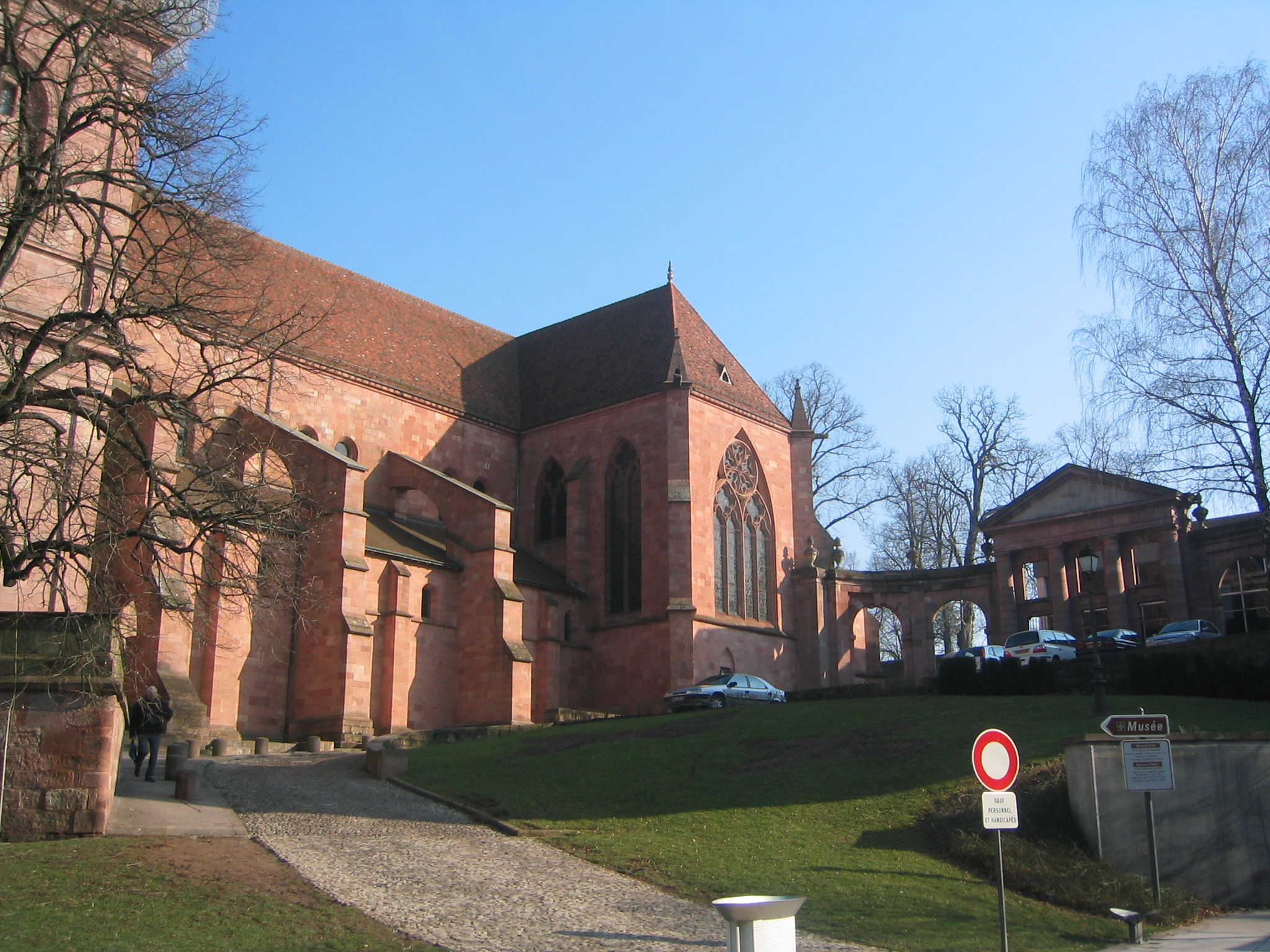
A catedral de Saint-Dié-des-Vosges

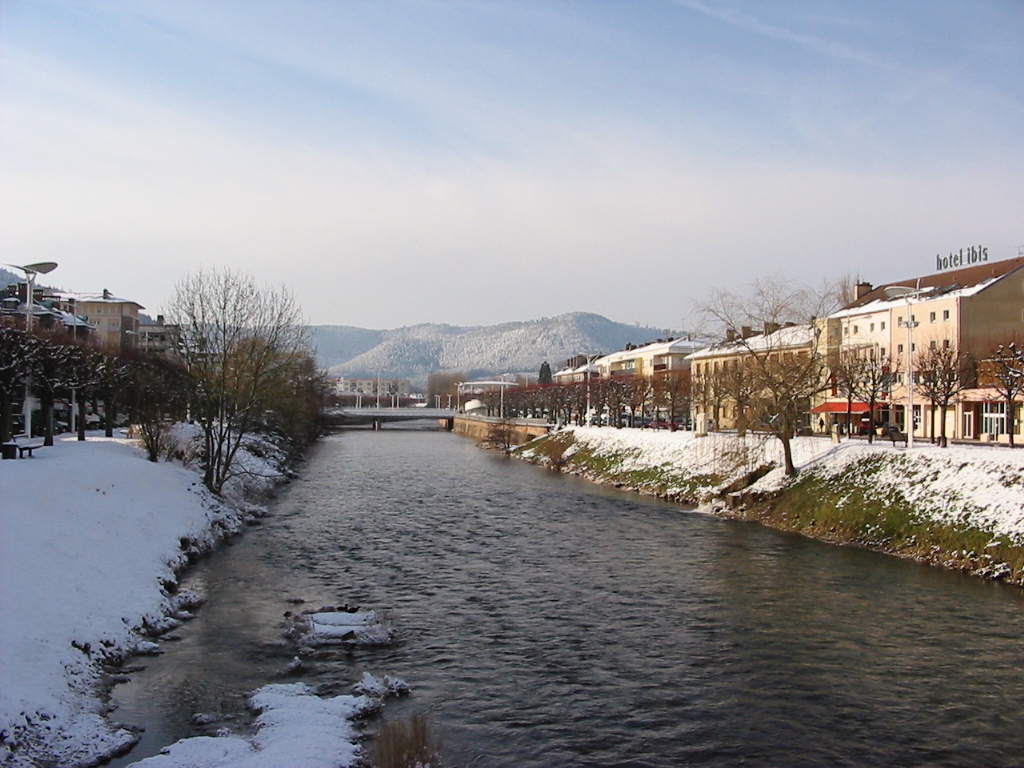
O rio Meurthe em Saint-Dié-des-Vosges

Saint-Dié-des-Vosges é uma cidade com cerca de 21705 habitantes (2008), situada na região de Grande Leste (nordeste da França).

## História
1507 : Cosmographiae Introductio (Martin Waldseemüller)
Foi em Saint-Dié-des-Vosges que Martin Waldseemüller usou pela primeira vez a palavra América (em referência a Américo Vespucci) para designar o novo continente descoberto alguns anos antes. A cidade é, portanto, apelidada de madrinha da América.

## Atrações turísticas e culturais
- Catedral
- Igreja de São Martinho
- Capela de São Roque
- Claustro
- Museu Pierre Noël
- Torre da Liberdade
- Castro celta La Bure
- Fabrica Claude et Duval (arquiteto Le Corbusier)

## Educação
Universidade Henri Poincaré :

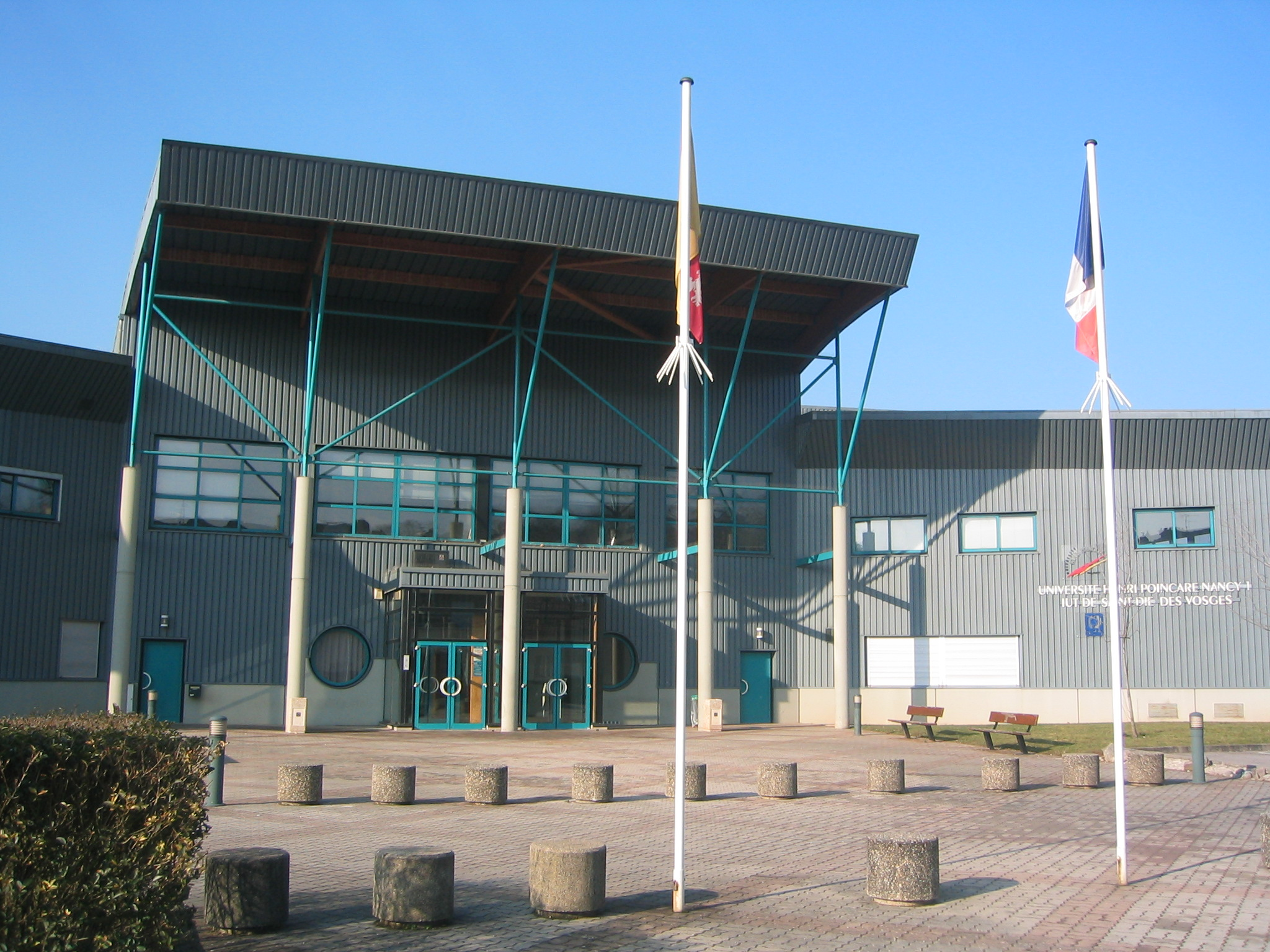
Institut universitaire de technologie

Instituto universitário de tecnologia : IUT (fr. Institut universitaire de technologie)
- robótica, eletrônica, informática, Internet, multimídia, computação gráfica, comunicação

## Cidades geminadas
- Arlon (Bélgica)
- Cattolica (Itália)
- Crikvenica (Croácia)
- Friedrichshafen (Alemanha)
- Lowell (Estados Unidos)
- Meckhe (Senegal)
- Ville de Lorraine (Canadá)
- Zakopane (Polónia)

## Artigos relacionados
- Jules Ferry